# Georg Heinrich Conrad Hüttemann
Georg Heinrich Conrad Hüttemann (* 29. Januar 1728 in Minden; † 18. Juli 1781 in Cuddalore, Indien) war ein lutherischer Missionar in Indien.
Georg Heinrich Hüttemann besuchte zunächst das Gymnasium in Minden, um 1747 an der Universität Halle Theologie zu studieren. Weitere Stationen seines Werdeganges waren: Informator an der Knabenbürgerschule Halle, an der Lateinischen Schule Halle, Waisenpräzeptor, Informator am Pädagogium der Franckeschen Stiftungen Halle. 1749 erfolgte der Ruf zum Missionar in der Dänisch-Halleschen Mission nach Tranquebar. Nach seiner Ordination 1749 in Kopenhagen reiste er gemeinsam mit den Missionaren Christian Friedrich Schwartz und David Poltzenhagen aus. Nach Aufenthalt in Tranquebar war er seit Dezember 1750 Missionar in Cuddalore. Seine erste Ehe schloss er 1751 mit Elisabeth Hüttemann, 1776 eine zweite Ehe mit Francoise de Marchis.
Seine Tochter Anna Sophie heiratete 1769 den Missionar Christian Wilhelm Gericke (1742–1803).